# Holland M. Smith

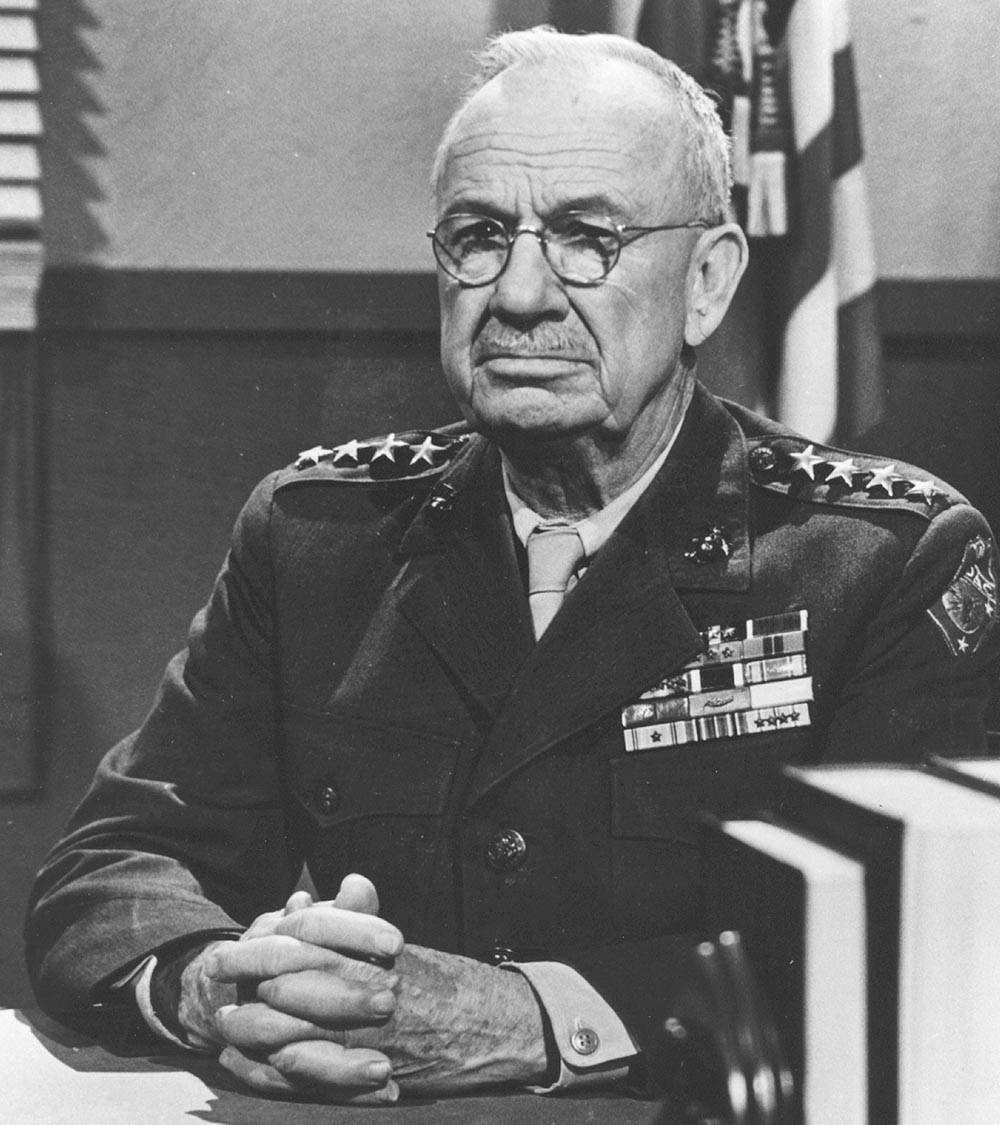
Holland Smith

Holland McTyeire „Howlin’ Mad“ Smith (* 20. April 1882 in Seale, Alabama; † 12. Januar 1967 in San Diego, Kalifornien) war ein General des US Marine Corps während des Zweiten Weltkrieges. Er war der erste Kommandeur der 1st Marine Division und gilt auch als Vater der modernen US-amerikanischen amphibischen Kriegführung.

## Leben

### Frühe Jahre
Smith war der Sohn des Anwalts John V. Smith. 1901 schloss er die Auburn University, die heute den Namen Alabama Polytechnic Institute trägt, mit einem Bachelor of Science ab. Seinen Bachelor of Laws erhielt er zwei Jahre später von der University of Alabama, anschließend eröffnete eine Anwaltskanzlei in Montgomery, Alabama. Er entschied sich jedoch Soldat zu werden und meldete sich zum US Marine Corps. Am 20. März 1905 schloss er als Second Lieutenant ab. Dennoch erhielt er ehrenhalber den Doktor in Rechtswissenschaften.
Im April 1906 beendete er die auf der Marine Corps Base Quantico beheimatete School of Application und ging bis zum September 1908 auf die Philippinen, wo er in der 1st Marine Brigade diente. Nach der Rückkehr in die Vereinigten Staaten wurde er in den Marine Barracks bei Annapolis, Maryland stationiert, bevor er im Dezember 1909 nach Panama ging. Drei Monate später kehrte er zurück und verbrachte die folgende Zeit in Annapolis, Puget Sound, San Diego und bei der Rekrutierungsstelle in Seattle. Im September 1912 wurde er wieder zur 1st Marine Brigade auf die Philippinen versetzt.
Im April 1914 wurde Smith Chef der US-Marine-Corps-Sicherheitswache an Bord des Kreuzers USS Galveston (CL-19). Dieser Posten führte ihn bis zum Juli 1915 hauptsächlich in asiatische Gewässer, bevor er seinen Dienst am New Orleans Navy Yard, im Bundesstaat Louisiana, antrat.
Mit der US-amerikanischen Okkupation der Dominikanischen Republik wurde Holland Smith mit dem 4th Marine Regiment im Juni 1916 dorthin verlegt.

### Erster Weltkrieg
Mit dem Eintritt der USA in den Ersten Weltkrieg kehrte Smith am 30. Mai 1917 in die Vereinigten Staaten zurück. Dort wurde er als Kompaniechef der 8. Maschinengewehrkompanie des 5th Marine Regiment nach Frankreich verlegt. Während seiner Dienstzeit bei der Kompanie entstand sein Spitzname „Howlin’ Mad“.
In Frankreich durfte er als einer von nur sechs Marines das Army General Staff College in Langres besuchen. Dieser einzigartige Kurs wurde im Februar 1918 erfolgreich beendet. Nun war Smith der Adjutant der 4th Marine Brigade, die ein Teil der bei Verdun stationierten 2nd Infantry Division war. Während der Kämpfe um Belleau Wood spielte er eine wichtige, wenn auch undramatische Rolle. Als Verbindungsoffizier überwachte er die Kommunikation innerhalb der Brigade und der Division. Im Juli 1918 wurde er dem I Corps der First Army zugeteilt, wo er den Dienst als assistierender Verbindungsoffizier während der Offensive zwischen Marne und Aisne- und der Oise-Aisne-Offensive, sowie bei der Schlacht von St. Mihiel und der Maas-Argonnen-Offensive versah.
Nach dem Waffenstillstand von Compiègne nahm er mit der Third Army am Marsch zum Rhein, über die vom Deutschen Reich besetzten Staaten Belgien und Luxemburg teil. Danach war er Mitglied des Generalstabs der US Army während der Besatzung von Deutschland.

### Zwischenkriegszeit
Im April 1919 kehrte er in die Vereinigten Staaten zurück. Die nächsten vier Jahre verbrachte Smith in Norfolk, Virginia, und Newport, Rhode Island, wo er ein Studium am Naval War College absolvierte. Danach wurde er in das Büro des Chief of Naval Operations nach Washington, D.C. versetzt, wo er der erste Offizier des US Marine Corps war, der im Joint Army-Navy Planning Committee arbeiten durfte.
In den Monaten Mai bis September 1923 diente er an Bord der Schlachtschiffe Wyoming und Arkansas. Anschließende Posten führten Smith in das Hauptquartier des Marine Corps und in die Westkaribik, wo er an gemeinsamen Armee- und Marine-Manövern teilnahm. Im Februar 1924 ging er nach Haiti, wo er Generalstabschef der Besatzungsarmee wurde. Sein dortiges Engagement endete im August des nächsten Jahres. Holland Smith wurde Chef des Stabes bei der 1st Marine Brigade in Quantico, Virginia. Dort belegte er unter anderem ab September 1926 einen Kurs an der Marine Corps School. Anschließend wurde er von Juli 1927 bis März 1931 Quartiermeister der Philadelphia Naval Shipyard.
Von April 1931 bis Juni 1933 war er Assistent des Commander and Force Marine Officer of the Battle Force, U.S. Fleet auf der California. Seitdem kommandierte er die Marine Barracks in Washington und wurde ab Januar 1935 Stabschef des Department of the Pacific in San Francisco, Kalifornien. Im März 1937 wurde er erneut zum Hauptquartier des US Marine Corps beordert, dieses Mal als Direktor der Operations- und Ausbildungsabteilung. Anschließend wurde Smith zwischen April und September des Jahres 1939 unter Major General Thomas Holcomb, Assistierender Commandant of the Marine Corps.
Aufgrund des Ausbruches des Zweiten Weltkrieges in Europa, wurde Smith zum Kommandeur der 1st Marine Brigade in Quantico. Sie wurde nach Guantanamo Bay auf Kuba verlegt, wo sie intensiv amphibische Landungen trainierte. Am 1. Februar 1941 wurde die Einheit zur 1st Marine Division umbenannt.
Im April des Jahres wurde die Division zurück nach Quantico verlegt. Im darauffolgenden Juni wurde General Smith versetzt und übernahm stattdessen das Kommando einer größeren Truppe, die im Ernstfall die Amphibious Force US Atlantic Fleet sein sollte.

### Zweiter Weltkrieg
Mit dem Ausbruch des Pazifikkrieges, befanden sich unter Smiths Aufsicht die 1. US-Marinedivision, sowie die 1. und die 9. US-Infanteriedivision auf Truppenübungen zum Thema moderne amphibischen Kriegführung.
Im August 1942 übernahm Smith das Kommando über das Amphibische Korps der US-Pazifikflotte. Dort trainierte er die 2nd Infantry Division und die 3rd Marine Division, bevor sie ins Kriegsgebiet in den Pazifik verlegt wurden. Außerdem bereitete er die 7th Infantry Division und andere Einheiten vor, die an den Aleuten-Operationen beteiligt sein sollten. Im September 1943 wurde das Amphibische Korps der US-Pazifikflotte in das 5. US-Amphibische Korps umbenannt, deren Kommandeur Smith wurde. Die Vorbereitungen für die Rückeroberung der Gilbert-Inseln liefen in Pearl Harbor auf Hochtouren, doch General Smith wurde entgegen allen Erwartungen nach nur einem Monat zu anderen Diensten beordert. Dennoch beteiligte er sich an Operation Galvanic in beratender Funktion.
Im weiteren Verlauf des Pazifikkrieges wurde Smith zum Oberbefehlshaber der Fleet Marine Force Pacific. Neben dieser Aufgabe führte er ab Juni 1944, im Rahmen der Operation Forager, die Landungen auf den Marianen-Inseln Saipan und Tinian, sowie die Task Force 56 in die Schlacht um Iwojima.
Im Juli 1945 wurde er zum Leiter des Ausbildungs- und Reservekommandos des US Marine Corps in Camp Pendleton, Kalifornien.

### Pensionierung
Holland Smith ging am 15. Mai 1946 im Alter von 64 Jahren im Range eines Lieutenant General in den Ruhestand. Für seine Verdienste im Kampf wurde er jedoch noch in den Rang eines Generals befördert. Seinen Lebensabend verbrachte er in La Jolla, Kalifornien, wo er seinem Hobby, der Gartenarbeit, nachging. 1949 erschien sein autobiografisches Buch CORAL AND BRASS. Seine Frau Ada B. Smith verstarb im Jahre 1962. General Holland McTyeire Smith verstarb 84-jährig nach langer Krankheit am 12. Januar 1967 im Marinehospital von San Diego.
Seine Beerdigung fand zwei Tage später mit allen militärischen Ehren am Fort Rosecrans National Cemetery in San Diego statt. Smith hatte einen Sohn, John V. Smith, Rear Admiral der US Navy.
Seine Auszeichnungen umfassen u. a.: die Navy Distinguished Service Medal mit vierfachem Eichenlaub, das Purple Heart, die Meritorious Service Citation, die Marine Corps Expeditionary Medal, die Mexican Service Medal, die Dominican Campaign Medal, die World War I Victory Medal, die Army of Occupation of Germany Medal (Erster Weltkrieg), die American Defense Service Medal, die World War II Victory Medal, sowie das französische Croix de guerre und die Ernennung zum britischen Knight Commander of the Order of the Bath.
Smith zu Ehren wurde eine Basis des US Marine Corps auf Oʻahu, Hawaii, Camp H. M. Smith benannt. Dieses ist das Hauptquartier des Pazifikkommandos des US Marine Corps.
Im Film Flags of Our Fathers (2006) – Regie: Clint Eastwood, wird Smith vom Schauspieler Gordon Clapp dargestellt.